# Bahnhofplatz 5

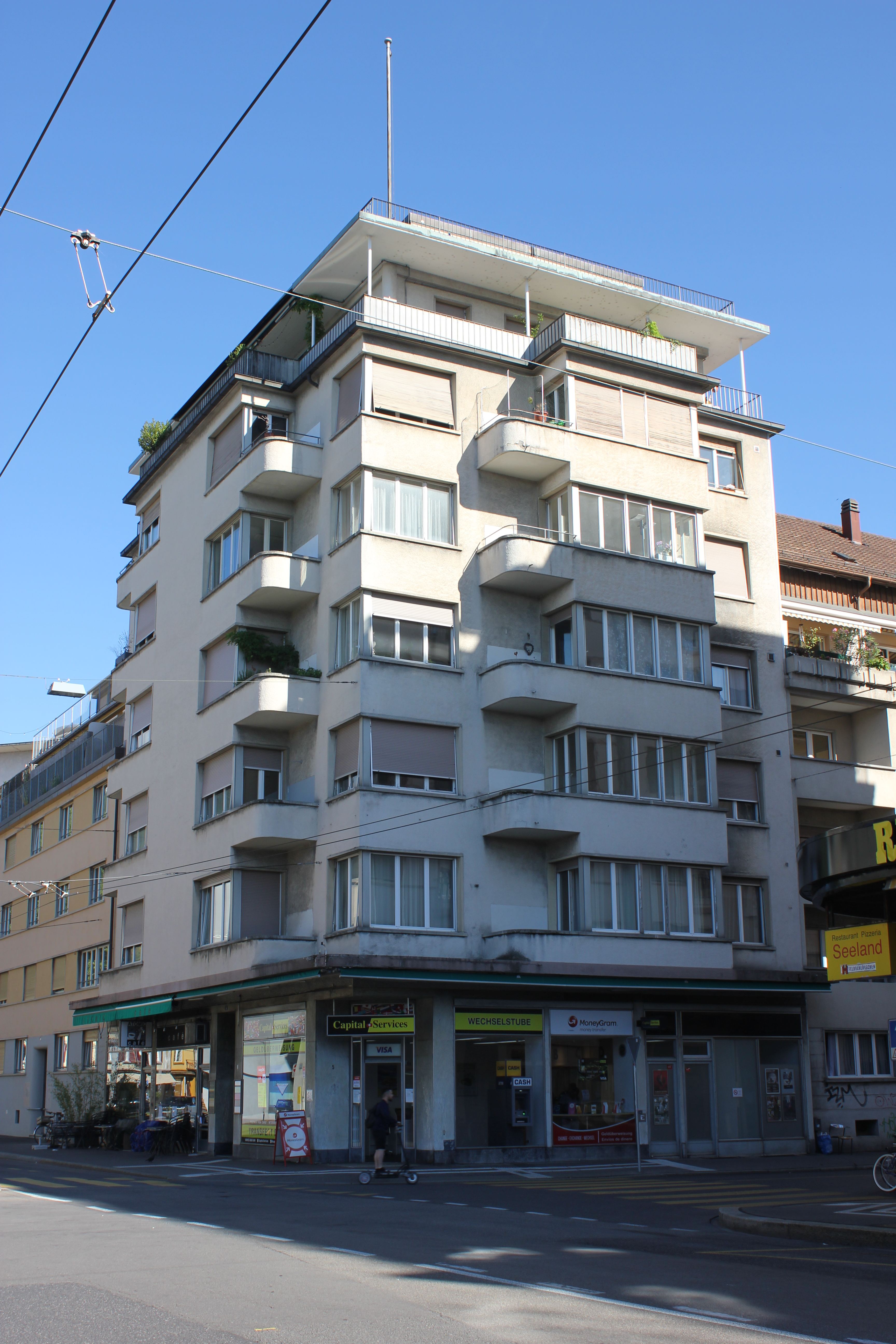
Wohn- und Geschäftshaus Bahnhofplatz 5, Fassadenansicht

Das Wohn- und Geschäftshaus Bahnhofplatz 5 (erbaut 1933, genannt Europahaus) in Biel im Kanton Bern in der Schweiz wurde im Stil der «Bieler Moderne» errichtet. Es steht als Kulturgut unter Denkmalschutz.

## Lage

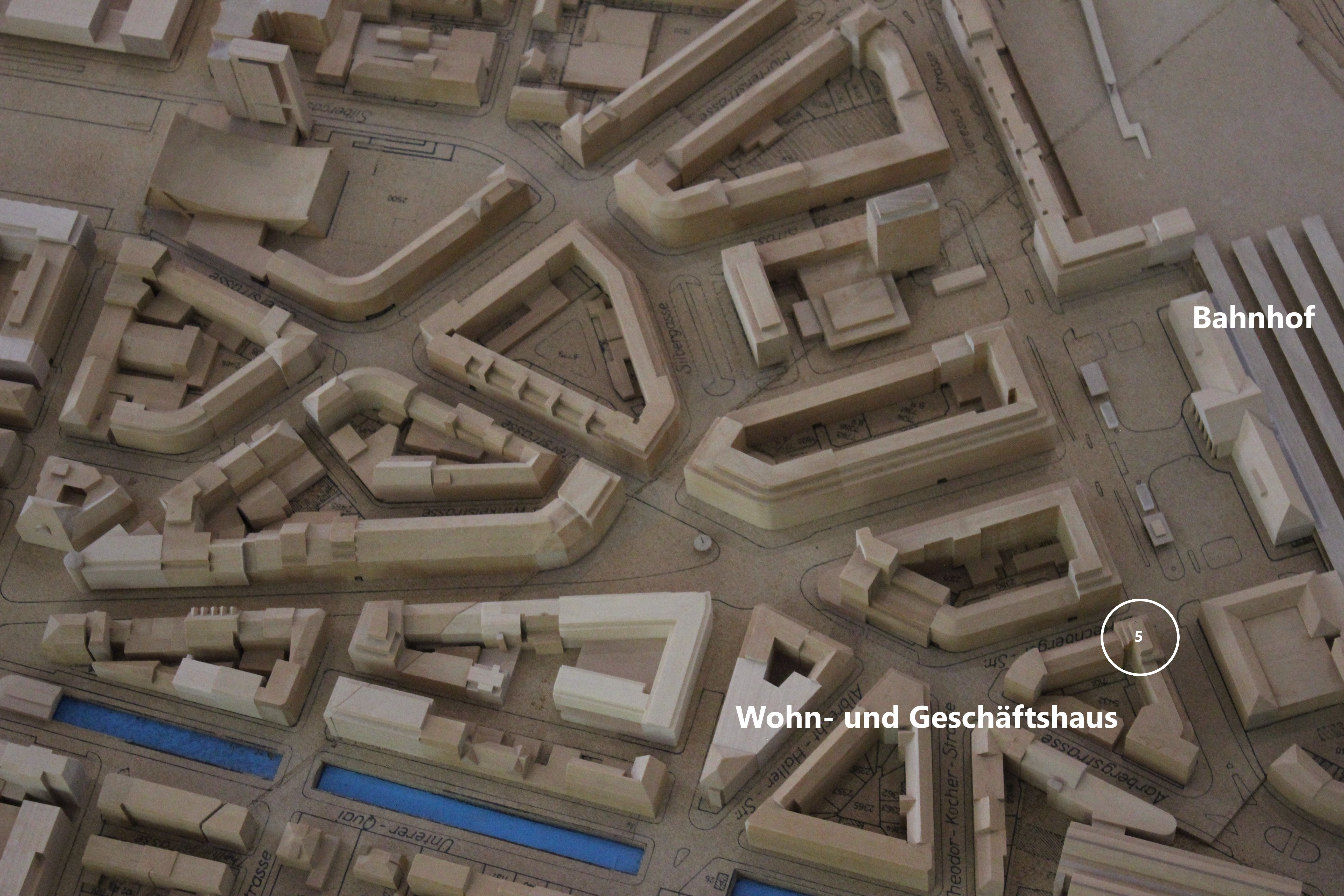
Lage: Wohn- und Geschäftshaus Bahnhofplatz 5

Der markante Kopfbau des Sektors 1 der Kernzone Biel-Neustadt befindet sich an der nordwestlichen Seite des Bahnhofplatzes an der Strassenkreuzung zur Bendicht-Rechberger-Strasse.

## Geschichte
Die Bieler Moderne kennzeichnet, dass grosse Architektennamen fehlen und gewöhnliche Wohn- und Geschäftsnutzungen vorherrschen. Die Architektur des Neuen Bauens wird von weiten Teilen der Bevölkerung unterstützt und von der Politik, den Ingenieur- und Architekturbüros qualitätvoll umgesetzt. Guido Müller als Stadtpräsident und Baudirektor Julius Voegtli verfolgten sowohl wirtschaftliche als auch soziale Interessen und errichteten die Häuser oftmals auf städtischen Grundstücken. Das Wohn- und Geschäftshäuser Bahnhofplatz 5 wurde 1933 errichtet und ist bisher (Stand 2022) kaum substanziell verändert worden. Jedoch fehlt heute der ehemals an der Südfassade in Richtung Post vorhandene Schriftzug «EUROPA»
Das Gebäude wurde 2003 rechtswirksam im Bauinventar des Kantons als «schützenswert» verzeichnet. Es gehört zur Baugruppe T (Biel, Bahnhofquartier).

## Beschreibung
Die sechs Vollgeschosse und das Attikageschoss bilden zum Bahnhof hin ein markantes städtebauliches Zeichen. Entsprechend der Sonderbauvorschriften für das Bahnhofsviertel wurde das Gebäude mit Flachdächern überdeckt. Das Bauvolumen wird durch Vor- und Rücksprünge der Fassade gegliedert. Runde und eckige Bauformen wirken spannungsvoll. Dauerhafte Baustoffe wurden qualitätvoll verarbeitet. Der Waschraum wurde entsprechend der sozialen Grundidee nicht im dunklen Keller, sondern hell und luftig im Attikageschoss platziert. Viele Baudetails sind im Original erhalten.

Wohn- und Geschäftshaus Bahnhofplatz 5
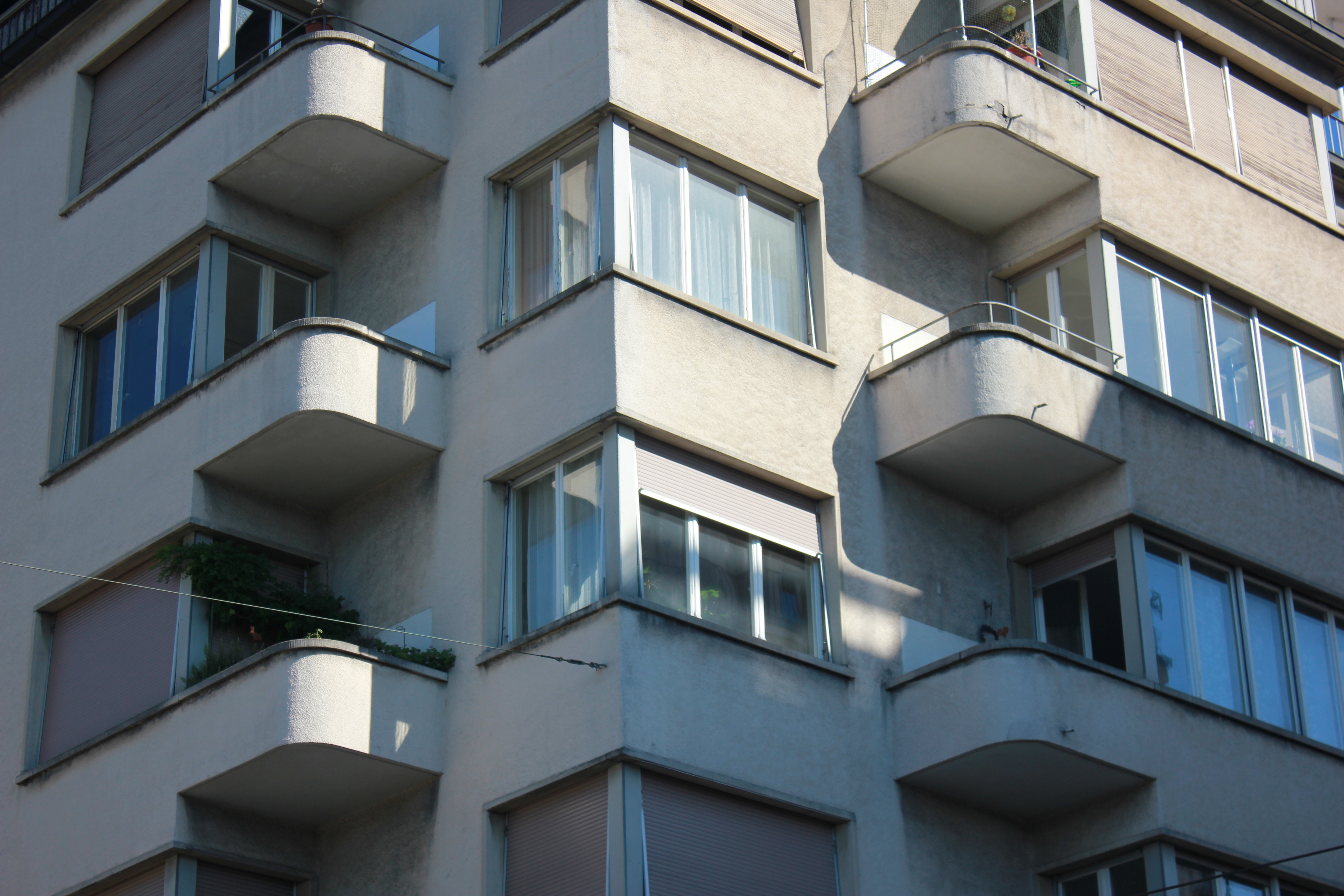
Fassadendetail
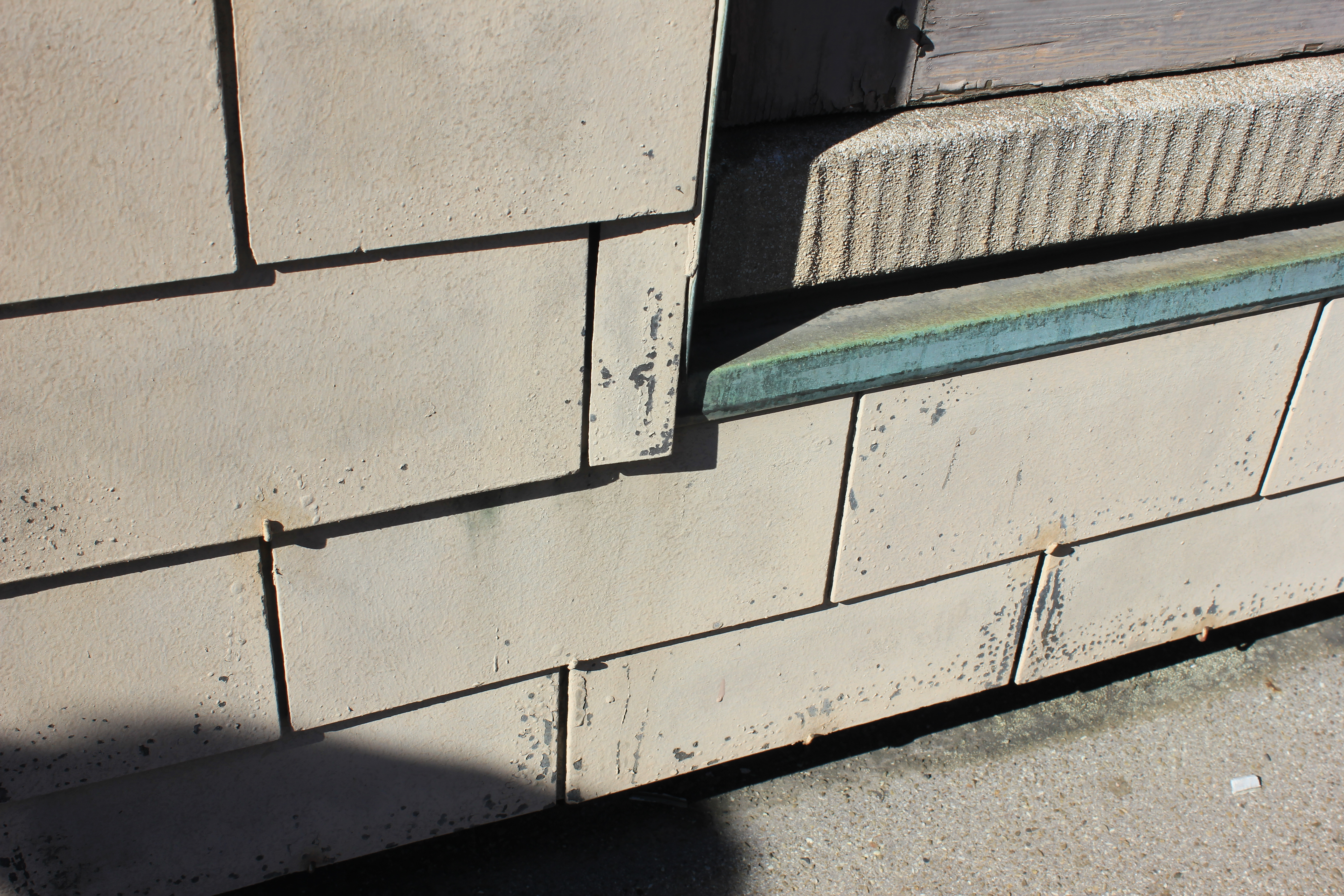
Fassadendetail Attikageschoss
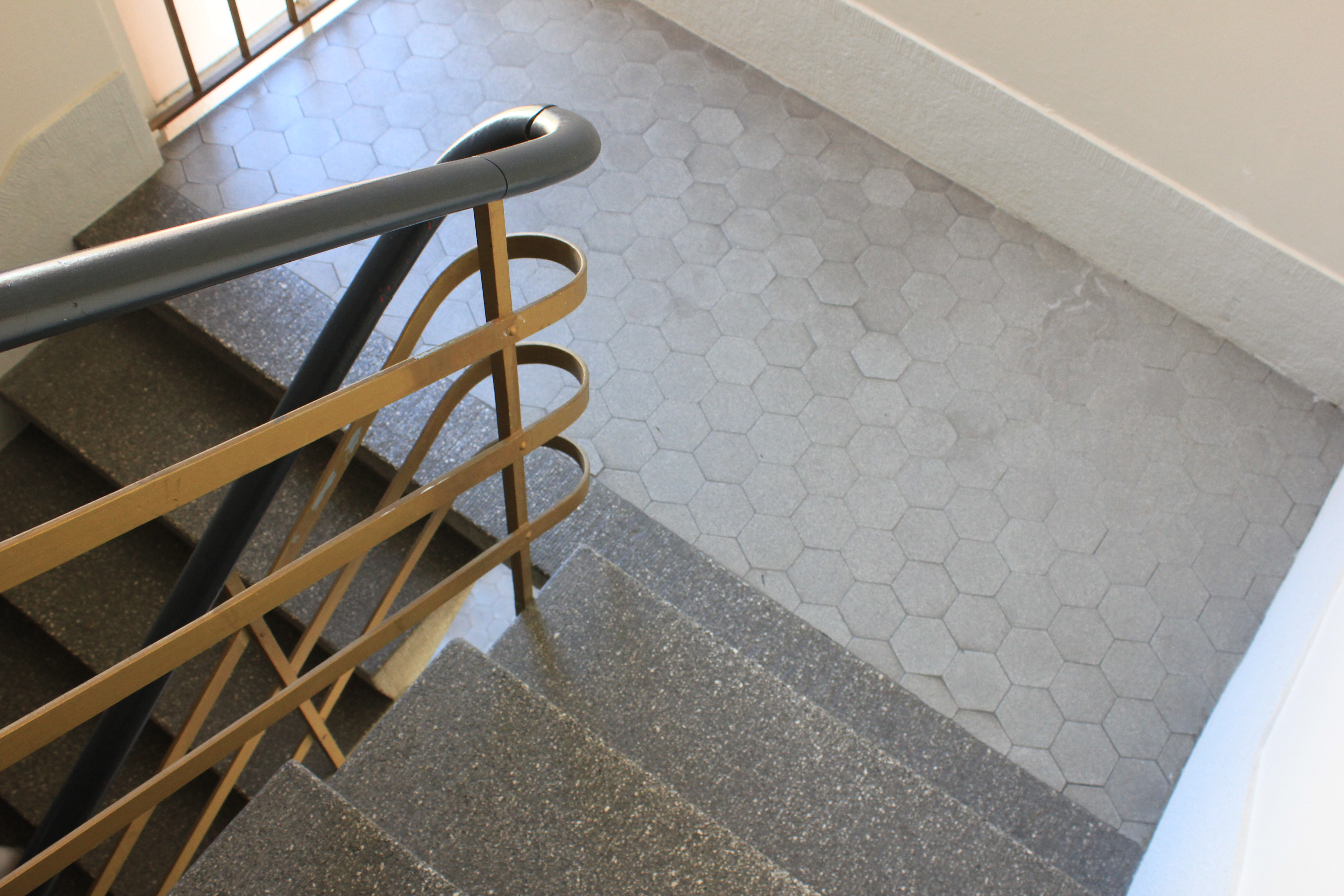
Treppenhausdetail
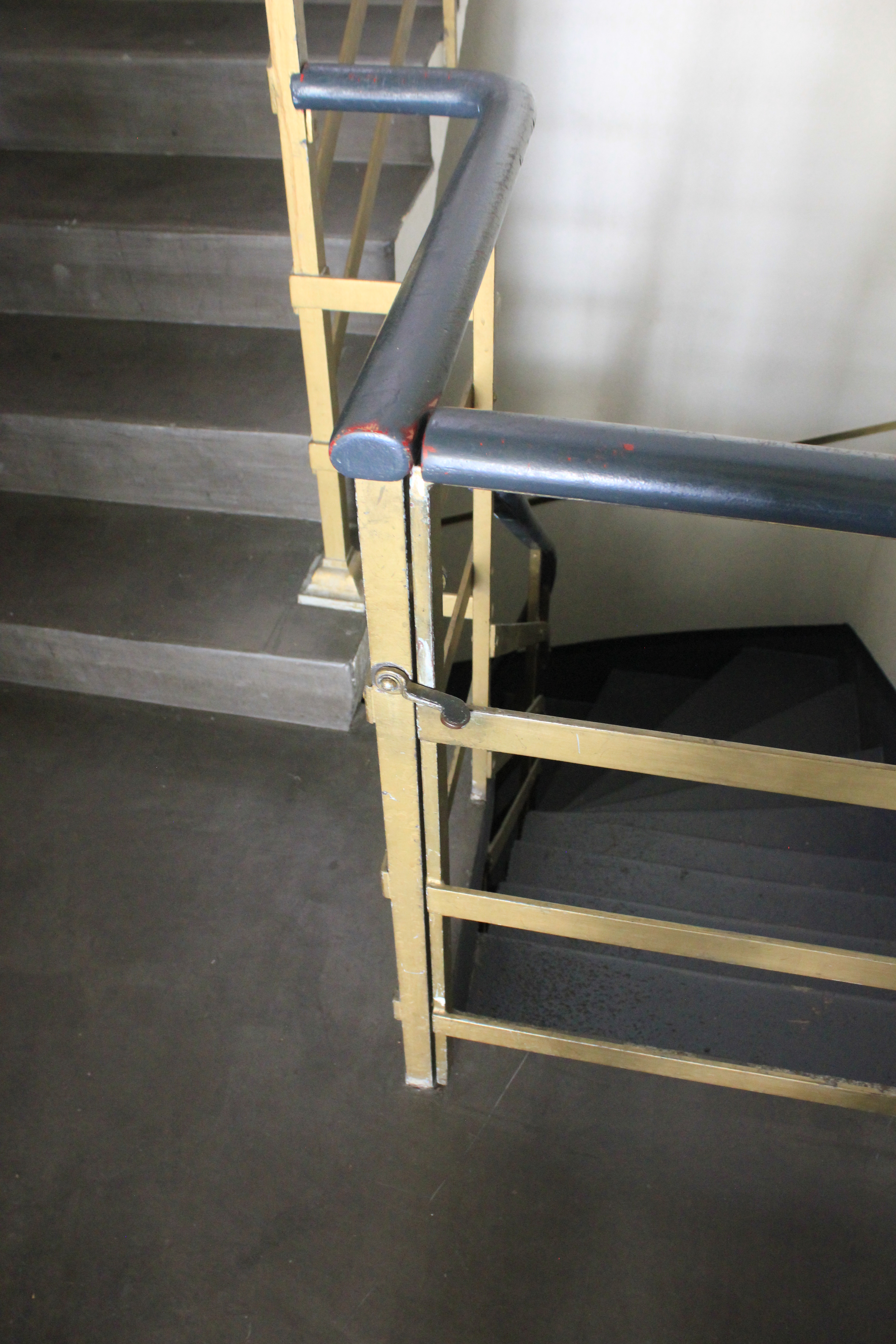
Geländerdetail
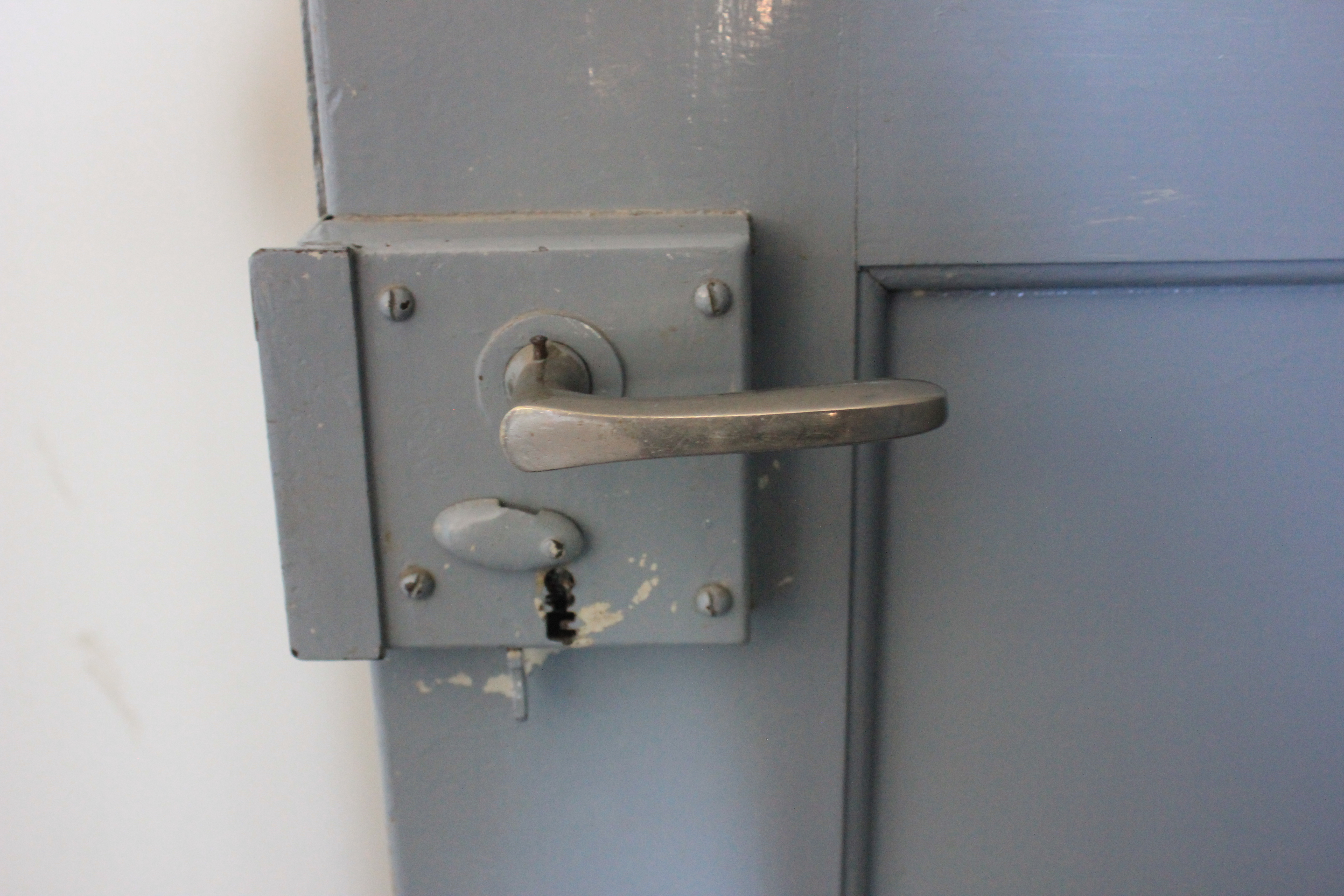
Türschloss
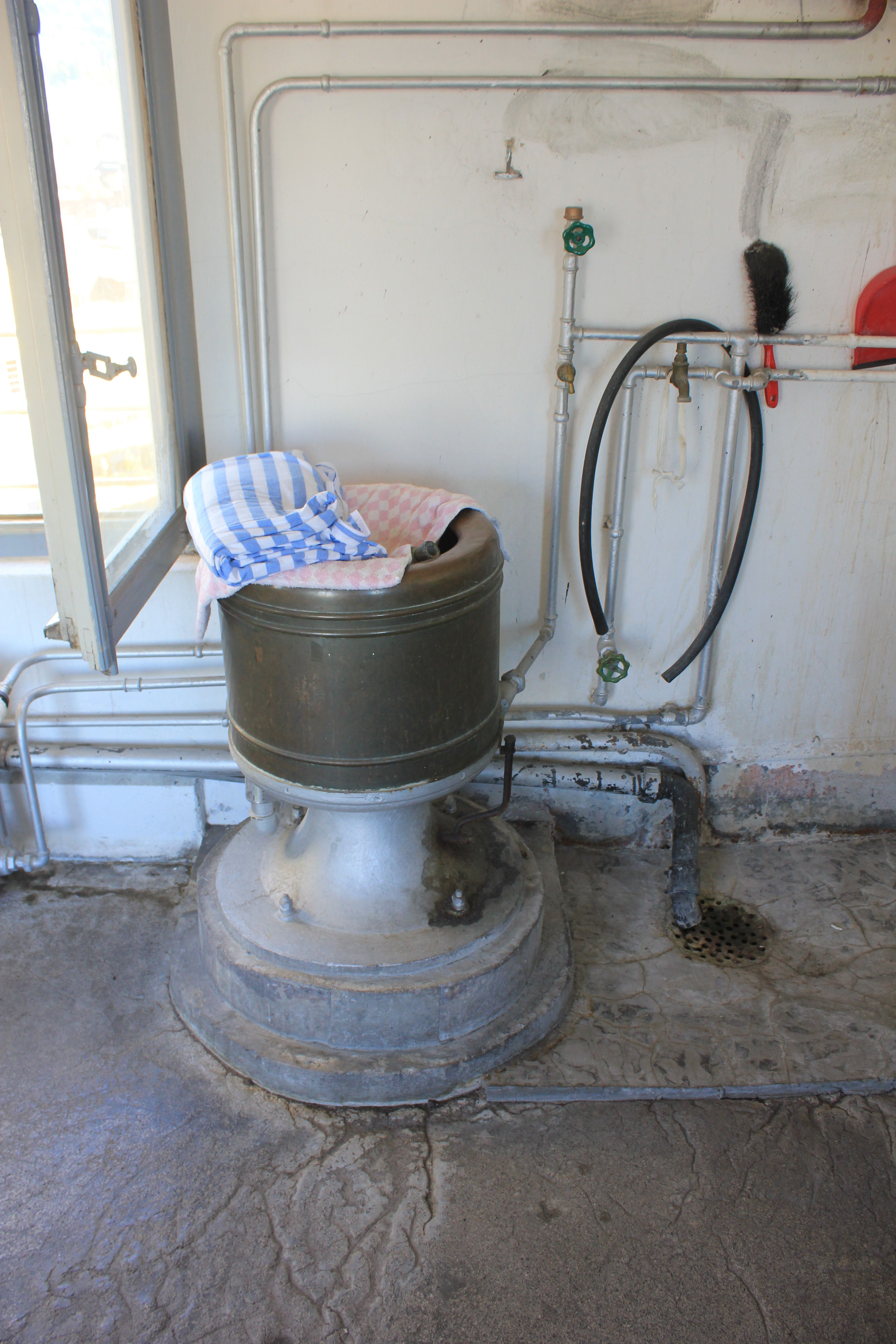
Wäscheschleuder mit Wasserturbinenantrieb
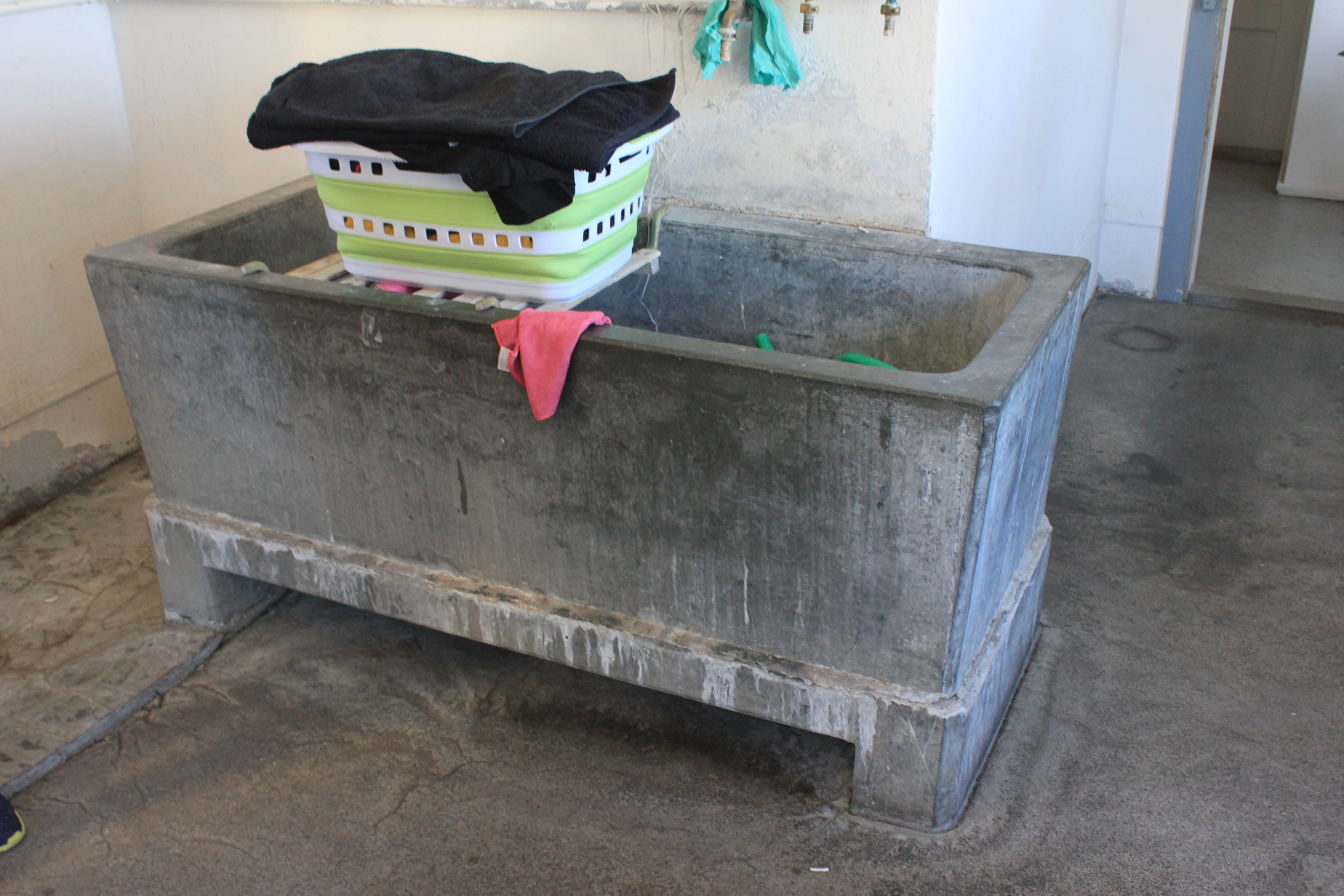
Spülstein